# Крайній провулок (Житомир)
Крайній провулок — провулок в Корольовському районі міста Житомир.

## Розташування
Розташований у завокзальній частині міста. З'єднує вулицю Новогоголівську з Крайнім проїздом. Вздовж поперечних меж садиб, розташованих ближче до перехрестя з Крайнім проїздом, протікає струмок, який перетинає Крайній провулок у трубопроводі.

## Історія
Станом на початок ХХ століття місцевості за місцем розташування майбутнього проїзду притаманна заболоченість.
Провулок виник напередодні Другої світової війни та отримав назву Східний провулок. З такою назвою показаний на мапі міста 1942 року. У 1950 році перейменований на Крайній, оскільки провулок був крайнім житловим провулком у місцевості. Забудова провулка здебільшого формувалася після Другої світової війни. Станом на 1968 рік провулок та його забудова сформовані.